# Équipe de France de football en 1947
Chronologie
Saison précédente Saison suivante
Cet article traite de l'année 1947 de l'équipe de France de football.
- Contre l' Angleterre le match n'est pas officiellement reconnu par la British FA, qui le classe « Victory international ».

## Les matchs
| Date             | Stade                                           | Adversaire | Score | Comp | Buteurs français                               |
| 23 mars 1947     | Stade olympique Yves-du-Manoir Colombes, France | Portugal   | V 1-0 | A    | Bihel (41e)                                    |
| 3 mai 1947       | Highbury Londres, Angleterre                    | Angleterre | D 0-3 | A    | -                                              |
| 26 mai 1947      | Stade olympique Yves-du-Manoir Colombes, France | Pays-Bas   | V 4-0 | A    | Alpsteg (17e), Baratte (60e & 86e), Dard (75e) |
| 1er juin 1947    | Stade olympique Yves-du-Manoir Colombes, France | Belgique   | V 4-2 | A    | Vaast (13e& 84e), Baratte (77e), Dard (83e)    |
| 8 juin 1947      | Stade de la Pontaise Lausanne, Suisse           | Suisse     | V 2-1 | A    | Alpsteg (36e), Baratte (44e)                   |
| 23 novembre 1947 | Estádio Nacional Do Jamor Lisbonne, Portugal    | Portugal   | V 4-2 | A    | Vaast (47e, 51e, 77e), Benbarek (84e)          |

A : match amical.

## Les joueurs
| Joueurs                                                                |    |    |    |    |    |    |
| Gardiens de but                                                        |    |    |    |    |    |    |
| Julien Darui (CO Roubaix-Tourcoing)                                    | 90 | 90 | 90 | 90 | 90 | 90 |
| Défenseurs                                                             |    |    |    |    |    |    |
| André Grillon (Stade français)                                         | 90 |    |    | 90 | 90 | 90 |
| Roger Marche (Stade de Reims) (1re sélection)                          | 90 | 90 |    |    |    | 90 |
| Jean Swiatek (Girondins-ASP Bordeaux)                                  | 90 | 90 |    |    |    |    |
| Jean Grégoire (Stade français) (1re sélection)                         |    | 90 | 90 | 90 | 90 | 90 |
| Joseph Jadrejak (LOSC) (uniques sélections)                            |    |    | 90 | 90 | 90 |    |
| Sauveur Rodriguez (Olympique de Marseille) (1re et dernière sélection) |    |    | 90 |    |    |    |
| Milieux                                                                |    |    |    |    |    |    |
| Antoine Cuissard (FC Lorient)                                          | 90 | 90 | 90 | 90 | 90 |    |
| Jean Prouff (Stade Rennais UC)                                         | 90 | 90 | 90 |    | 90 | 90 |
| Oscar Heisserer (RC Strasbourg)                                        | 90 | 90 |    | 90 | 90 | 90 |
| Larbi Benbarek (Stade français)                                        | 90 |    |    |    |    | 90 |
| Bolek Tempowski (LOSC) (1re et dernière sélection)                     |    | 90 |    |    |    |    |
| Jean Baratte (LOSC)                                                    |    |    | 90 | 90 | 90 | 90 |
| Roger Carré (LOSC) (1re sélection)                                     |    |    | 90 |    |    |    |
| Charles Heine (RC Strasbourg) (1re sélection)                          |    |    |    | 90 | 90 |    |
| Louis Hon (Stade français) (1re sélection)                             |    |    |    |    |    | 90 |
| Attaquants                                                             |    |    |    |    |    |    |
| René Bihel (Havre AC) (6e sélection)                                   | 90 |    |    |    |    |    |
| Michel Jacques (FC Sochaux) (1re et dernière sélection)                | 90 |    |    |    |    |    |
| Roger Courtois (FC Sochaux) (22e et dernière sélection)                | 90 |    |    |    |    |    |
| Ernest Vaast (RC Paris)                                                |    | 90 | 90 | 90 | 90 | 90 |
| Émile Bongiorni (RC Paris) (3e sélection)                              |    | 90 |    |    |    |    |
| Jean Lechantre (LOSC) (1re sélection)                                  |    | 90 |    |    |    |    |
| René Alpsteg (AS Saint-Étienne) (1re sélection)                        |    |    | 90 | 90 | 90 | 90 |
| Georges Dard (Olympique de Marseille) (1re sélection)                  |    |    | 90 | 90 |    |    |